# Pharus (graminée)
Genre
Pharus est un genre de plantes monocotylédones de la famille des Poaceae (graminées), sous-famille des Pharoideae, originaire des régions tropicales du Nouveau Monde. 
C'est, avec Leptaspis et Scrotochloa , l'un des trois genres rattachés à la tribu des Phareae. Il comprend une vingtaine d'espèces distribuées en Amérique du Nord et en Amérique du Sud.
Ce sont des plantes herbacées vivaces, à port dressé ou décombant, ou grimpant, dont les tiges peuvent avoir de 30 à 100 cm de long. L'inflorescence est une panicule, composée d'épillets unisexués, mâles ou femelles (plante monoïque).

## Liste d'espèces
Selon World Checklist of Selected Plant Families (WCSP) (21 septembre 2016) :
- Pharus ecuadoricus Judz. (1991)
- Pharus lappulaceus Aubl. (1775)
- Pharus latifolius L. (1759)
- Pharus mezii Prodoehl (1922)
- Pharus parvifolius Nash (1908)
- Pharus virescens Döll (1871)
- Pharus vittatus Lem. (1847)